# Двадцать лет спустя (альбом)
«Двадцать лет спустя» — концертный альбом Бориса Гребенщикова и Андрея Макаревича. Концерт состоялся 22 декабря 1996 года в ГЦКЗ «Россия».

## Участники записи
- Б. Гребенщиков — вокал, гитара, губная гармоника
- А. Макаревич — вокал, гитара
- В. Азов — баян
- С. Щураков — баян
- А. Зубарев — гитара

## Список композиций
Авторство музыки и слов в каждой песне соответствует её исполнителю, кроме указанных особо.
1. Вступление (1:50)
2. Борис Гребенщиков — Ключи от моих дверей (3:30)
3. Борис Гребенщиков — Пока не начался джаз (2:26)
4. Андрей Макаревич — Три сестры (2:14)
5. Андрей Макаревич — Когда её нет (2:47)
6. Борис Гребенщиков — Золото на голубом (2:52)
7. Андрей Макаревич — Посвящение артистам (2:11)
8. Борис Гребенщиков — Платан (4:15)
9. Андрей Макаревич — Памяти Иосифа Бродского (1:31)
10. Андрей Макаревич — Братский вальсок (1:47)
11. Борис Гребенщиков — Фикус (3:06)
12. Борис Гребенщиков — Перекресток (2:03)
13. Андрей Макаревич — У ломбарда (4:08)
14. Борис Гребенщиков и Андрей Макаревич — Таруса (В. Красновский — Н. Заболоцкий) (2:25)
15. Борис Гребенщиков и Андрей Макаревич — Лейся, песня на просторе (В. Пушков — А. Апсолон) (2:05)
16. Андрей Макаревич — Десять прекрасных дам (Б. Гребенщиков) (2:29)
17. Борис Гребенщиков — Пока горит свеча (А. Макаревич) (3:20)
18. Борис Гребенщиков и Андрей Макаревич — Пускай погибну безвозвратно (Д. Давыдов[2]) (5:08)

## Дополнительные факты
- Почти все песни, вошедшие в альбом, входили в различные альбомы Гребенщикова, Макаревича, «Аквариума» и «Машины времени»:
  - «Три сестры», «Посвящение артистам» — «Песни под гитару»; «Когда её нет», «Памяти Иосифа Бродского» — «Женский альбом»; «Братский вальсок» — «Я рисую тебя»; «У ломбарда» — альбом «У ломбарда»; «Лейся, песня, на просторе» — «Песни, которые я люблю»; «Пока горит свеча» — «В добрый час» — (Макаревич)
  - «Ключи от моих дверей» и «Десять прекрасных дам»— «Ихтиология»; «Пока не начался джаз» — «День Серебра»; «Золото на голубом» — «Равноденствие»; «Платан» — «Десять стрел»; «Фикус» — «Навигатор»; «Пускай погибну безвозвратно» — «Чубчик» — (Гребенщиков)
- На концерте было исполнено намного больше песен, чем вошло в запись, в том числе: «Посвящение театру», «Когда откричат крикуны», «Не маячит надежда мне», «Хватит о дальнем береге», «Ночью нам тишина и покой» («Лица») со стороны Макаревича и «Сторож Сергеев», «Серебро Господа моего», «Тёмная ночь», «Моей звезде», «Капитан Воронин», «По дороге в Дамаск», «Та, которую я люблю», «Мне хотелось бы видеть тебя», «Звёздочка», «Жёлтый ангел», «Тихонько любить» (романсы Вертинского) и «Весна на Заречной улице» со стороны Гребенщикова.